# ألت تورسن
ألت تورسن (بالهولندية: Aalt Toersen) هو متسابق دراجات نارية هولندي. نافس في سباقات بطولة العالم لفئة 125 سي سي ولفئة 50 سي سي. أفضل موسم له كان موسم سنة 1969 عندما جاء في المركز 50 في بطولة العالم لفئة 50 سي سي.